# فرودگاه هولی کراس
فرودگاه هولی کراس (به انگلیسی: Holy Cross Airport) یک فرودگاه همگانی با کد یاتا HCR است که یک باند فرود شن دارد و طول باند آن ۱۲۱۹ متر است. این فرودگاه در شهر هولی کراس، آلاسکا کشور ایالات متحده آمریکا قرار دارد و در ارتفاع ۲۱ متری از سطح دریا واقع شده‌است.